# Са-де-Миранда, Франсишку де
Са ди Миранда Франсишку, Франси́шку де Са-де-Мира́нда (порт. Francisco de Sá de Miranda, [fɾɐ̃ˈsiʃku dɨ ˈsa dɨ miˈɾɐ̃ðɐ]) (28 августа, 1481, Коимбра — после 17 мая, 1558, Тапада) — португальский поэт эпохи Возрождения.

## Биография
Франсишку де Са-де-Миранда родился 28 августа 1481 года в португальском городке Коимбра; происходил из знатного португальского рода Sá, старший брат генерал-губернатора Бразилии Мем ди Са. Учился в колледже при Монастыре Святого Креста в родном городе, затем продолжил образование поступив в Коимбрский университет.
С юношеских лет получил широкую известность как автор небольших испанских национальных песен-романсов (романсеро).

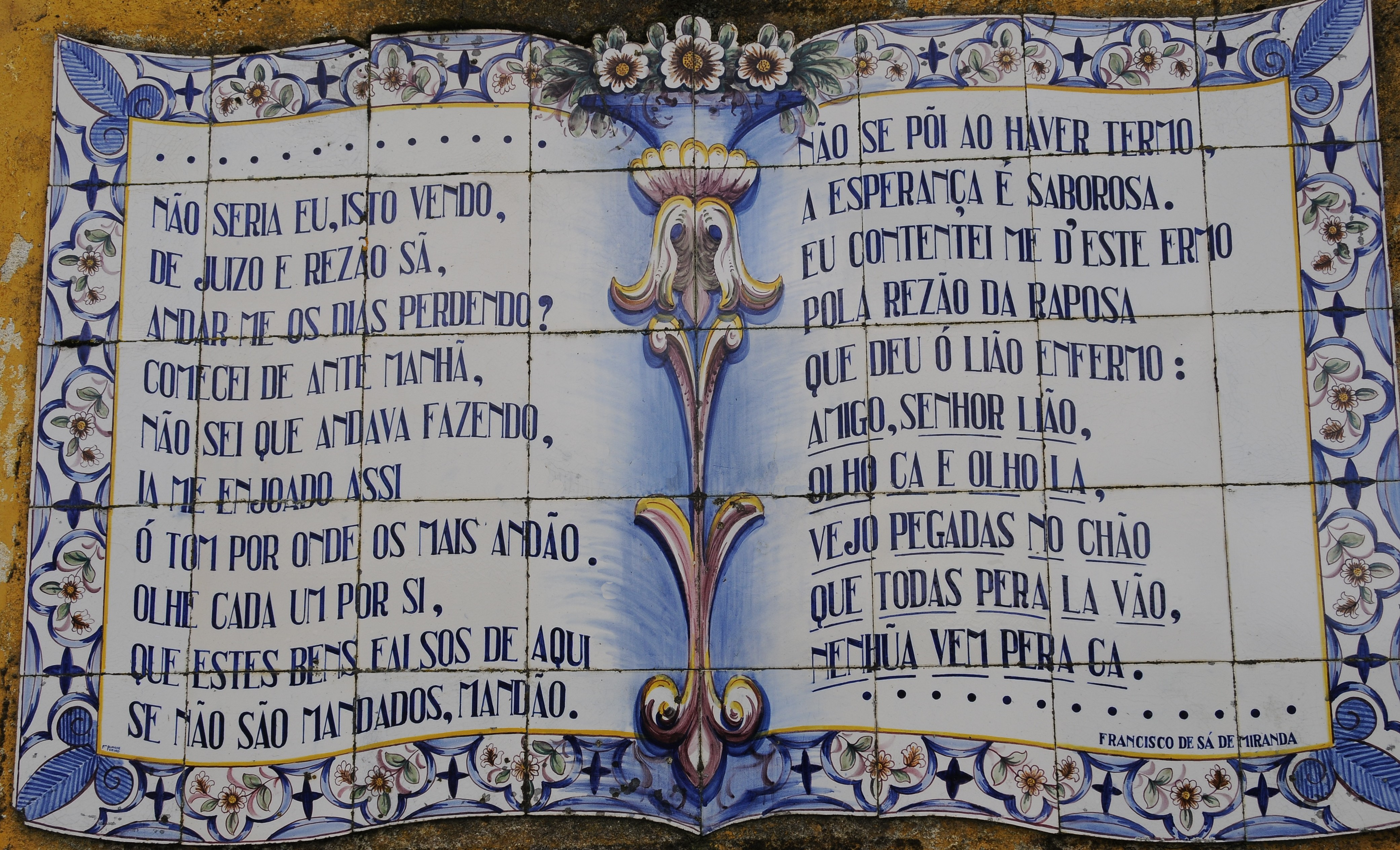
Поэма Са-де-Миранды на плитке азулейжуш

В 1521 году он отправился в Италию, чтобы познакомиться с писателями эпохи Возрождения, затем в 1526 году с той же целью отправился оттуда в Испанию.
По возвращении (в 1526 или 1527 году) в Португалию Са-де-Миранда стал основателем новой итальянской школы поэзии или так называемой школы петраркистов (Petrarquistas). Первый опыт в этом направлении сделан был им в 1528 году, когда он выпустил свою «Fábula do Mondego» в форме канцоны, написанной одиннадцатистопным стихом. Вслед за тем появились его сонеты, эпистолы, терцины и идиллии в октавах и других итальянских строфах, частью на португальском, частью на испанском языках, так как он владел обоими языками.
В конце XIX — начале XX века на страницах Энциклопедического словаря Брокгауза и Ефрона об его творчестве были написаны следующие строки: «Поэзия Са-де-Миранды, несмотря на чужеземную форму, отличается чисто национальным характером, что особенно проявляется в его письмах („Cartas“) и в двух вполне народных португальских „Eglogas“. И в драматической поэзии Са-де-Миранда выступил новатором, но его две нравоописательные драмы, „Os Estrangeiros“ и „Os Vilhalpanda“, написанные прозой в классическо-итальянской манере, оказались не соответствующими испано-португальским вкусам и нашли мало подражателей.»
Согласно мнению некоторых искусствоведов, именно творчеством Са-де-Миранды открывается классический век в португальской поэзии. В испанской литературе его вклад не так значим, но тем не менее весьма заметен.
Точная дата смерти Франсишку де Са-де-Миранды не установлена, известно лишь, что он скончался в Тападе не ранее 17 мая 1558 года.
Впервые собрание сочинений Са-де-Миранды было издано в 1595 году в городе Лиссабоне. Позднее его труды много раз переиздавались.

## Издания
- Poesias de Francisco de Sá de Miranda :  [порт.] / Edição feita sobre cinco manuscriptos ineditos e todas as edições impressas acompanhada de um estudo sobre o poeta, variantes, notas, glossario e um retrato por Carolina Michaëlis de Vasconcelos. — Halle : Max Niemeyer, 1885. — 16, CXXXVI, 949, [3] p.